# إي أم دي 580
إي أم دي 580 (بالإنجليزية: AMD 580)‏ وهي مجموعة شرائح صممتها شركة إي تي آي التابعة لشركة إي أم دي لوحدات المعالجة المركزية التابعة لشركة إي أم دي. وهي صُممة لتعمل بنظام كروس فاير عن طريق منفذي الملحقات الإضافية السريع بسرعة 16x لكل واحد منهما.